# Feistritz an der Gail
Feistritz an der Gail (Slowenisch: Bistrica na Zilji) ist eine Gemeinde mit 643 Einwohnern (Stand 1. Jänner 2025) im Bezirk Villach-Land in Österreich, im Bundesland Kärnten.

## Geographie
Feistritz liegt im Unteren Gailtal nahe dem Dreiländereck Österreich-Italien-Slowenien. Die Gail bildet die nördliche Gemeindegrenze, im Süden reicht das Gemeindegebiet bis auf den Hauptkamm der Karnischen Alpen. Die südöstliche Grenze bildet über weite Strecken der Feistritzgraben.
Quarzkonglomerat – ein Geschenk der Eiszeit
Dieser im Feistritzgraben gefundene, fast 15 Tonnen schwere Gesteinsblock beeindruckt schon allein wegen seiner Größe. Er besteht aus zentimetergroßen Quarzgeröllen, umgeben von einer glimmerreichen Grundmasse. Die Glimmer sind stark verwittert und daher braun gefärbt. Sie und die weißen Quarze geben dem Stein seine einzigartige Struktur. Die Quarze sind vorwiegend gerundet, weswegen der Stein als Quarz-Konglomerat bezeichnet wird.
Neben seiner Schönheit und Größe hat der etwa 310 Millionen Jahre alte Stein noch eine Besonderheit aufzuweisen: sein Vorkommen hier. Denn solche Gesteine kommen nur zwischen dem Plöckenpass und dem Nassfeld vor. Der Feistritzbach kann den Stein also nicht hierher transportiert haben. Es gibt jedoch eine plausible Erklärung.
Während der letzten Eiszeit war das gesamte Gailtal bis in eine Seehöhe von rund 2.000 Metern von einem Gletscher bedeckt. Und ein Gletscher kann im Gegensatz zu Wasser über Pässe und Berge fließen. Er brachte das Quarz-Konglomerat aus den westlichen Karnischen Alpen vor rund 20.000 Jahren in die Gegend von Feistritz.

### Gemeindegliederung
Die Gemeinde besteht aus der einzigen Katastralgemeinde und Ortschaft Feistritz an der Gail (Bistrica na Zilji).

### Nachbargemeinden

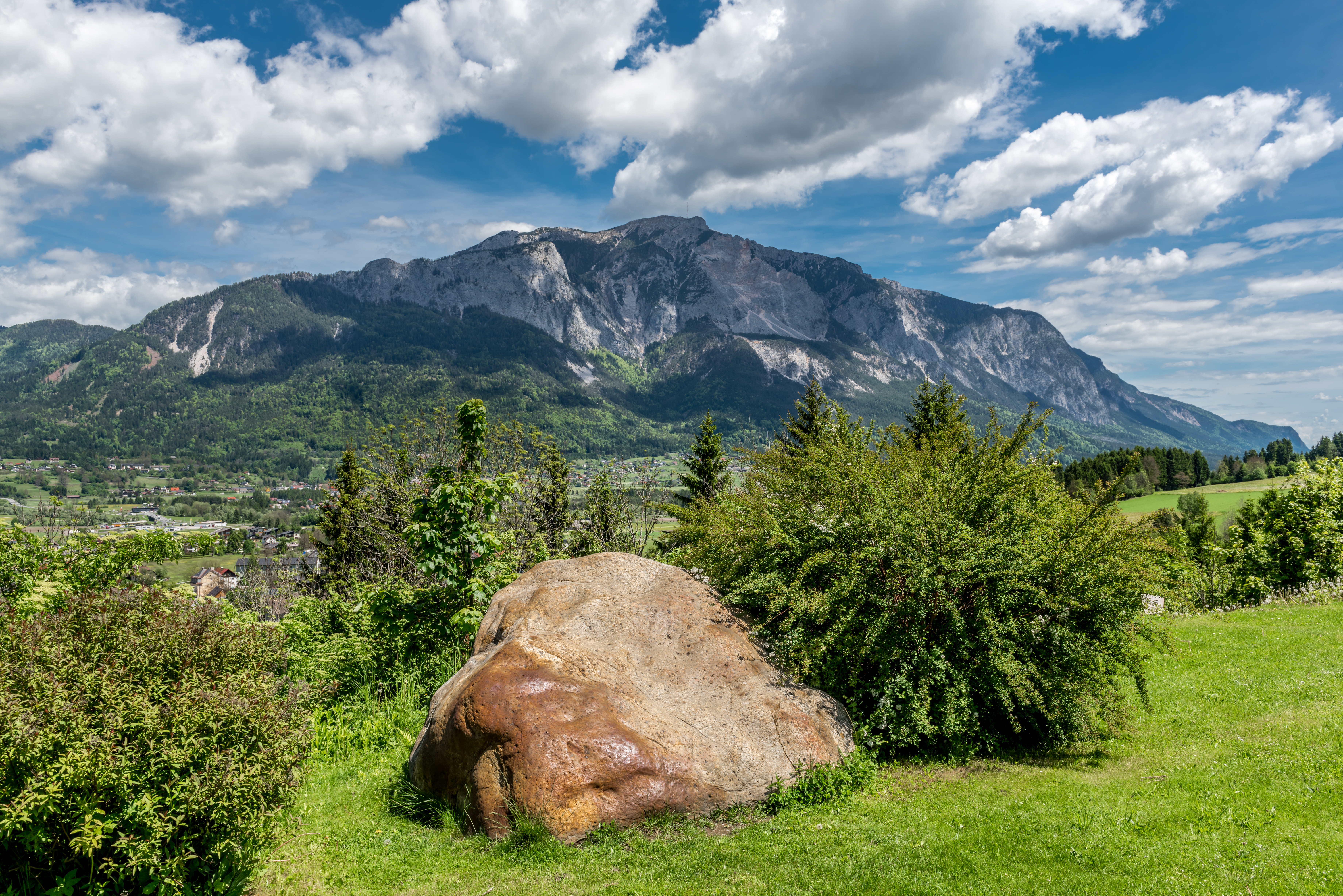
Quarzkonglomerat-Gesteinsblock und der Dobratsch im Hintergrund

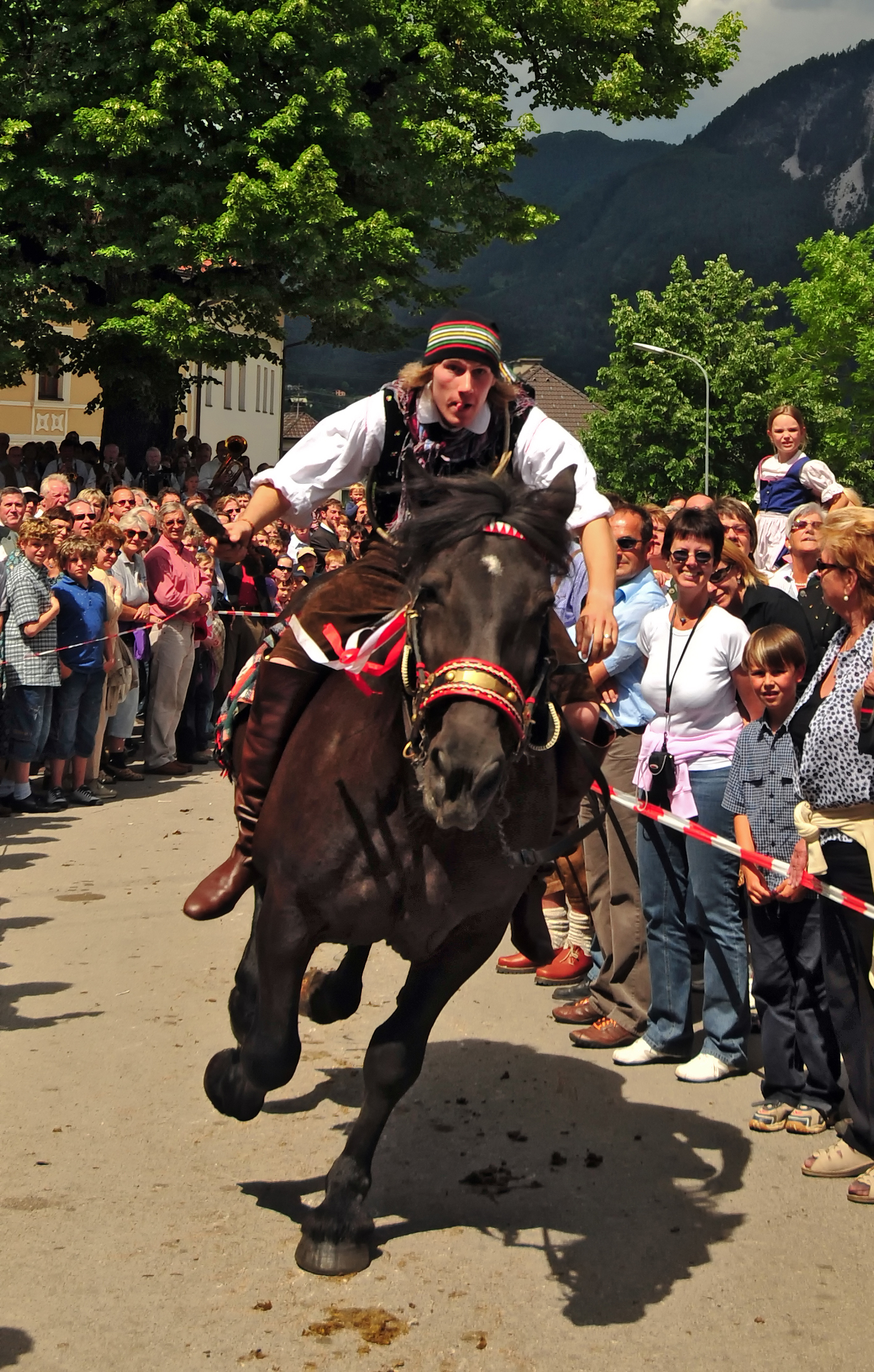
Ritt des Burschen in Gailtaler Tracht auf dem ungesattelten Norikerpferd mit der Eisenkeule in der Hand zum Kufenstechen in Feistritz.

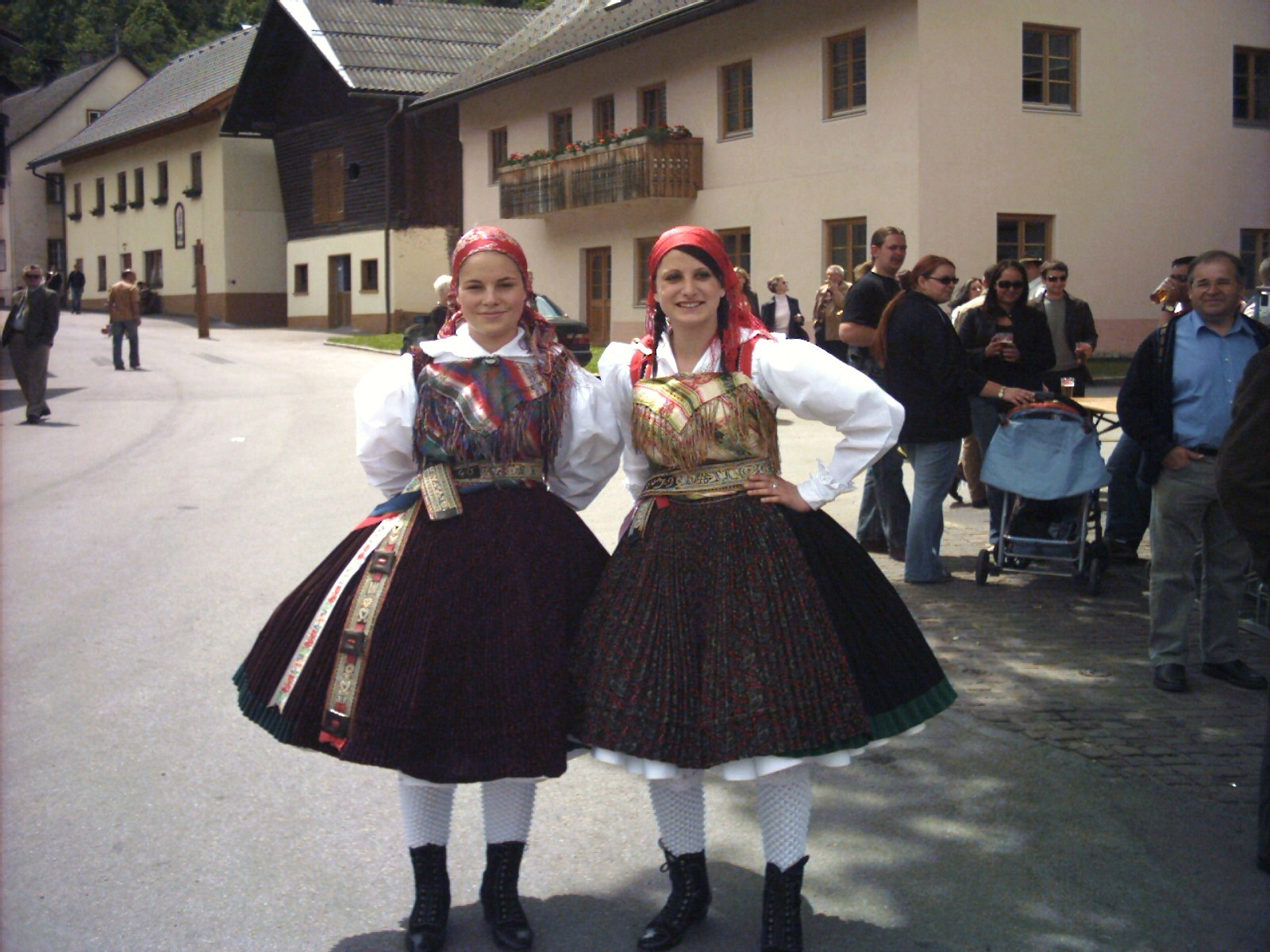
Gailtaler Frauentracht beim Kufenstechen in Feistritz/Gail (2006)

|                         | Nötsch                                      |            |
| Sankt Stefan im Gailtal | Kompassrose, die auf Nachbargemeinden zeigt | Hohenthurn |
| Malborghetto Valbruna   | Hohenthurn                                  |            |

## Geschichte
Feistritz wurde 1119 erstmals urkundlich erwähnt. Nach dem Dobratsch-Bergsturz 1348 versumpften die Ackerflächen, sodass sich die Bauern auf die Zucht von Noriker-Pferden spezialisierten. Bis 1849 war das heutige Gemeindegebiet auf sechs Herrschaften aufgeteilt, danach gehörte Feistritz zur Gemeinde Hohenthurn. Von 1906 bis 1973 war Feistritz selbständige Gemeinde, danach bis 1990 wieder Teil von Hohenthurn und wurde 1991 wiederum selbständig.

### Bevölkerung
Nach der Volkszählung 2001 ist Feistritz an der Gail mit 661 Einwohnern, von denen 98,3 % die Österreichische Staatsbürgerschaft besitzen, die kleinste Gemeinde Kärntens. 7,9 % der Bevölkerung gehören der slowenischsprachigen Volksgruppe an.
Zur römisch-katholischen Kirche bekennen sich 94,3 % der Gemeindebevölkerung, zur evangelischen Kirche 2,7 %, ohne religiöses Bekenntnis sind 2,0 %.

### Bevölkerungsentwicklung
| Feistritz an der Gail: Einwohnerzahlen von 1869 bis 2024 | Feistritz an der Gail: Einwohnerzahlen von 1869 bis 2024 | Feistritz an der Gail: Einwohnerzahlen von 1869 bis 2024 | Feistritz an der Gail: Einwohnerzahlen von 1869 bis 2024 | Feistritz an der Gail: Einwohnerzahlen von 1869 bis 2024 |
| -------------------------------------------------------- | -------------------------------------------------------- | -------------------------------------------------------- | -------------------------------------------------------- | -------------------------------------------------------- |
| Jahr                                                     |                                                          |                                                          |                                                          | Einwohner                                                |
| 1869                                                     | 1869                                                     |                                                          | 720                                                      | 720                                                      |
| 1880                                                     | 1880                                                     |                                                          | 767                                                      | 767                                                      |
| 1890                                                     | 1890                                                     |                                                          | 815                                                      | 815                                                      |
| 1900                                                     | 1900                                                     |                                                          | 711                                                      | 711                                                      |
| 1910                                                     | 1910                                                     |                                                          | 665                                                      | 665                                                      |
| 1923                                                     | 1923                                                     |                                                          | 618                                                      | 618                                                      |
| 1934                                                     | 1934                                                     |                                                          | 632                                                      | 632                                                      |
| 1939                                                     | 1939                                                     |                                                          | 644                                                      | 644                                                      |
| 1951                                                     | 1951                                                     |                                                          | 672                                                      | 672                                                      |
| 1961                                                     | 1961                                                     |                                                          | 685                                                      | 685                                                      |
| 1971                                                     | 1971                                                     |                                                          | 688                                                      | 688                                                      |
| 1981                                                     | 1981                                                     |                                                          | 692                                                      | 692                                                      |
| 1991                                                     | 1991                                                     |                                                          | 682                                                      | 682                                                      |
| 2001                                                     | 2001                                                     |                                                          | 661                                                      | 661                                                      |
| 2011                                                     | 2011                                                     |                                                          | 652                                                      | 652                                                      |
| 2021                                                     | 2021                                                     |                                                          | 655                                                      | 655                                                      |
| 2024                                                     | 2024                                                     |                                                          | 650                                                      | 650                                                      |
| Quelle(n): Statistik Austria, Gebietsstand 1.1.2021      |                                                          |                                                          |                                                          |                                                          |

## Kultur und Sehenswürdigkeiten

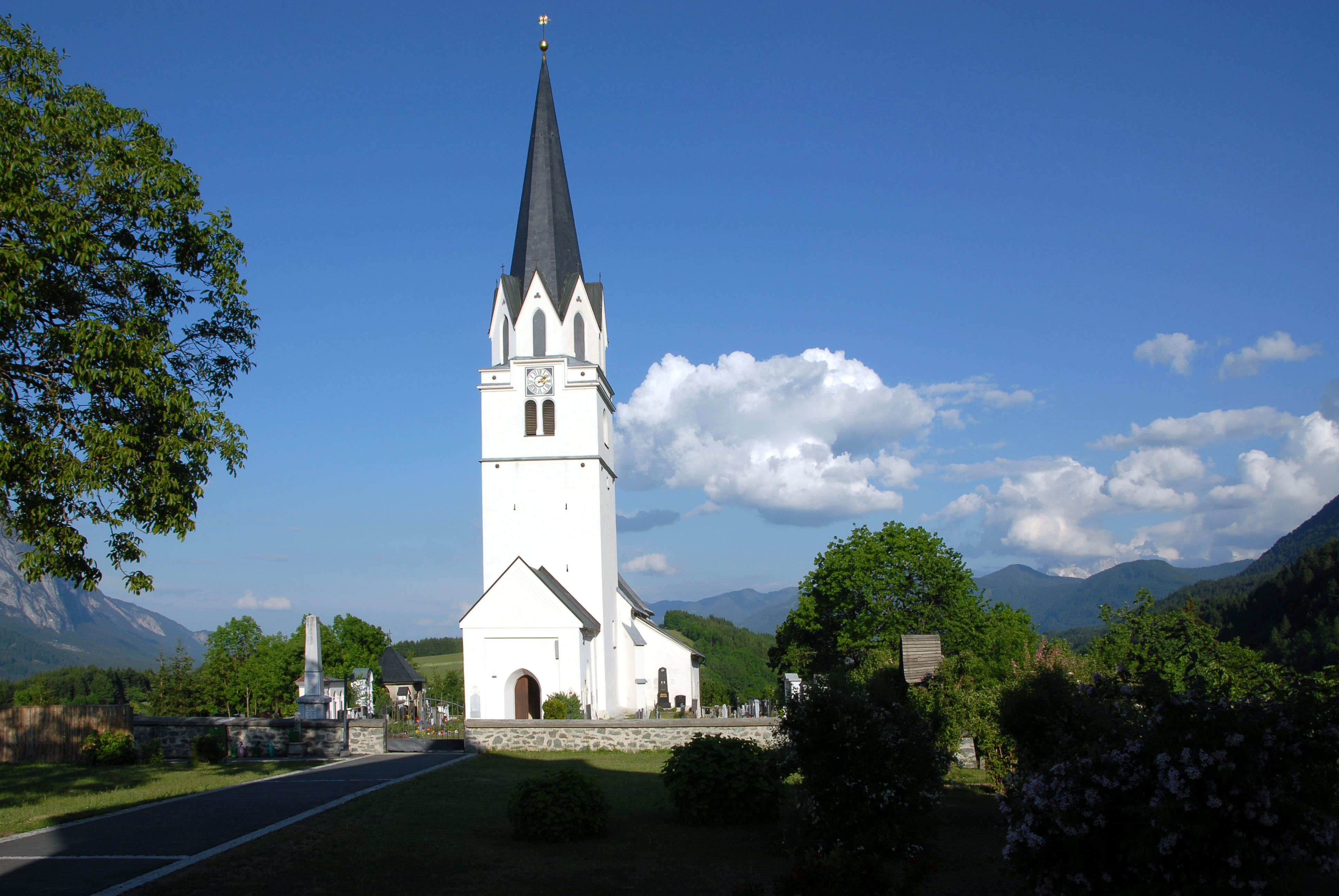
Pfarrkirche Feistritz an der Gail

- Katholische Pfarrkirche Feistritz an der Gail hl. Martin: Urkundlich 1182 erwähnt, seit 1424 Pfarre, ist ein spätgotischer Bau aus dem 15. Jahrhundert. Sie liegt auf dem Berg oberhalb des Ortes und ist von dem Friedhof umschlossen.
- Die Filialkirche hl. Magdalena, Feistritz an der Gail aus 1501 liegt westlich von Feistritz an der Gail und weist einige kulturgeschichtliche Besonderheiten auf, so ein slowenischsprachiges barockes Chronogramm.
- Bekannt ist Feistritz vor allem durch das alljährliche Kirchfest am Pfingstmontag. An diesem Tag wird die Gailtaler Tracht von den unverheirateten Burschen und Mädchen, die älter sind als 15 Jahre, getragen. Nach der Messe in der Kirche und nach dem traditionellen Mittagessen mit der Festtagssuppe findet am Nachmittag erst im Oberfeistritz und dann im Unterfeistritz das Kufenstechen mit Lindentanz statt. Am folgenden Tag treffen sich die Verheirateten des Dorfes in ihrer Erwachsenentracht zur Messe in der Kirche, zum Umtrunk in verschiedenen Häusern und zum Lindentanz.

## Wirtschaft und Infrastruktur

### Wirtschaftssektoren
Die folgende Tabelle zeigt die Entwicklung der Anzahl der Betriebe und der Beschäftigten in den Wirtschaftssektoren:
| Wirtschaftssektor            | Anzahl Betriebe | Anzahl Betriebe | Anzahl Betriebe | Erwerbstätige | Erwerbstätige | Erwerbstätige |
| Wirtschaftssektor            | 2021            | 2011            | 2001            | 2021          | 2011          | 2001          |
| ---------------------------- | --------------- | --------------- | --------------- | ------------- | ------------- | ------------- |
| Land- und Forstwirtschaft 1) | 32              | 70              | 75              | 34            | 27            | 17            |
| Produktion                   | 9               | 4               | 4               | 128           | 42            | 17            |
| Dienstleistung               | 25              | 16              | 16              | 74            | 53            | 31            |

1) Betriebe mit Fläche in den Jahren 2010 und 1999, Arbeitsstätten im Jahr 2021

### Verkehr
- Straße: Die Verkehrserschließung erfolgt über die Gailtal Straße (B 111) sowie die Landesstraßen L 27 und L 27a.
- Eisenbahn: Der nächste Bahnhof liegt rund 2 Kilometer nordwestlich des Hauptortes in Nötsch. Von dort gibt es stündliche Schnellbahnverbindungen nach Hermagor und nach Villach.[5]

## Politik

### Gemeinderat
Der Gemeinderat von Feistritz hat 11 Mitglieder.
- Nach der Gemeinderatswahl 2015 hatte er folgende Verteilung: 7 ÖVP, 3 SPÖ, 1 FPÖ[6]
- Nach der Gemeinderatswahl 2021 hat er folgende Verteilung: 9 ÖVP, 2 SPÖ.[7]

### Bürgermeister
Direkt gewählter Bürgermeister ist Dieter Mörtl (ÖVP).

### Wappen
Das Wappen von Feistritz ist an den örtlichen Brauch des Kufenstechens angelehnt und zeigt in einem roten Schild einen goldenen Pfahl mit aufgesetzter Kufe, der schräglinks von einer spitz zulaufenden Keule („koleč“) überdeckt ist. Wappen und Fahne wurden der Gemeinde am 8. Oktober 1992 verliehen, die Fahne ist Rot-Gelb mit eingearbeitetem Wappen.

### Partnergemeinde
Partnergemeinde von Feistritz an der Gail ist die italienische Gemeinde Malborghetto Valbruna.

## Persönlichkeiten

### Söhne und Töchter der Gemeinde
- Adolf Scherwitzl (* 1938), Biathlet
- Hans Wallner (* 1953), Skispringer
- Tomaž Druml (* 1988), Nordischer Kombinierer

### Mit der Gemeinde verbundene Persönlichkeiten
- Birgit Hebein (* 1967), Politikerin (Die Grünen) und Sozialarbeiterin[11]
- Edwin Wiegele (* 1954), Maler, Grafiker, Kunsterzieher, Galerist und Musiker
- Peter Wiesflecker (* 1965), Historiker und Archivar
- Sepp Gratzer (* 1955), Skisprung-Funktionär